# Meridià 88 a l'oest
El meridià 88 a l'oest de Greenwich és una línia de longitud que s'estén des del pol Nord travessant l'oceà Àrtic, Amèrica, l'oceà Atlàntic, l'oceà Pacífic, l'oceà Antàrtic, i l'Antàrtida fins al pol Sud.
El meridià 88 a l'oest forma un cercle màxim amb el meridià 92 a l'est. Com tots els altres meridians, la seva longitud correspon a una semicircumferència terrestre, uns 20.003,932 km. Al nivell de l'Equador, és a una distància del meridià de Greenwich de 9.796 km.

## De Pol a Pol
Començant en el pol Nord i dirigint-se cap al pol Sud, aquest meridià travessa:
| Coordenades                             | País, territori o mar | Notes |
| --------------------------------------- | --------------------- | --- |
| 90° 0′ N, 88° 0′ O / 90.000°N,88.000°O  | Oceà Àrtic            | |
| 82° 6′ N, 88° 0′ O / 82.100°N,88.000°O  | Canadà                | Nunavut — Ellesmere |
| 80° 41′ N, 88° 0′ O / 80.683°N,88.000°O | Estret de Nansen      | |
| 80° 26′ N, 88° 0′ O / 80.433°N,88.000°O | Canadà                | Nunavut — Illa d'Axel Heiberg |
| 78° 29′ N, 88° 0′ O / 78.483°N,88.000°O | Badia de Noruega      | |
| 77° 49′ N, 88° 0′ O / 77.817°N,88.000°O | Canadà                | Nunavut — Ellesmere |
| 77° 36′ N, 88° 0′ O / 77.600°N,88.000°O | Badia de Noruega      | |
| 77° 7′ N, 88° 0′ O / 77.117°N,88.000°O  | Canadà                | Nunavut — Ellesmere |
| 76° 22′ N, 88° 0′ O / 76.367°N,88.000°O | Estret de Jones       | |
| 75° 31′ N, 88° 0′ O / 75.517°N,88.000°O | Canadà                | Nunavut — Illa Devon |
| 74° 28′ N, 88° 0′ O / 74.467°N,88.000°O | Estret de Lancaster   | |
| 73° 39′ N, 88° 0′ O / 73.650°N,88.000°O | Canadà                | Nunavut — Illa de Baffin |
| 70° 18′ N, 88° 0′ O / 70.300°N,88.000°O | Golf de Boothia       | |
| 68° 48′ N, 88° 0′ O / 68.800°N,88.000°O | Canadà                | Nunavut — Península de Simpson (terra ferma) |
| 69° 14′ N, 88° 0′ O / 69.233°N,88.000°O | Badia Committee       | |
| 67° 38′ N, 88° 0′ O / 67.633°N,88.000°O | Canadà                | Nunavut — terra ferma |
| 64° 17′ N, 88° 0′ O / 64.283°N,88.000°O | Badia de Hudson       | |
| 56° 28′ N, 88° 0′ O / 56.467°N,88.000°O | Canadà                | Ontario — terra ferma i illa St Ignace |
| 48° 44′ N, 88° 0′ O / 48.733°N,88.000°O | Llac Superior         | |
| 47° 28′ N, 88° 0′ O / 47.467°N,88.000°O | Estats Units          | Michigan — Península de Keweenaw |
| 47° 18′ N, 88° 0′ O / 47.300°N,88.000°O | Llac Superior         | Badia de Keweenaw |
| 46° 54′ N, 88° 0′ O / 46.900°N,88.000°O | Estats Units          | Michigan Wisconsin — des de 45° 47′ N, 88° 0′ O / 45.783°N,88.000°O, passa a través de Milwaukee (at 43° 2′ N, 88° 0′ O / 43.033°N,88.000°O) Illinois — des de 42° 30′ N, 88° 0′ O / 42.500°N,88.000°O, passa a través dels afores de Chicago (a 41° 55′ N, 88° 0′ O / 41.917°N,88.000°O) Indiana — per uns 2 km des de 38° 6′ N, 88° 0′ O / 38.100°N,88.000°O Illinois — per uns 4 km des de 38° 5′ N, 88° 0′ O / 38.083°N,88.000°O Indiana — des de 38° 3′ N, 88° 0′ O / 38.050°N,88.000°O Kentucky — des de 37° 47′ N, 88° 0′ O / 37.783°N,88.000°O Tennessee — des de 36° 41′ N, 88° 0′ O / 36.683°N,88.000°O Alabama — des de 35° 0′ N, 88° 0′ O / 35.000°N,88.000°O |
| 30° 42′ N, 88° 0′ O / 30.700°N,88.000°O | Badia de Mobile       | |
| 30° 14′ N, 88° 0′ O / 30.233°N,88.000°O | Estats Units          | Alabama — Península de Mobile Point |
| 30° 13′ N, 88° 0′ O / 30.217°N,88.000°O | Golf de Mèxic         | |
| 21° 36′ N, 88° 0′ O / 21.600°N,88.000°O | Mèxic                 | Yucatán Quintana Roo — des de 20° 24′ N, 88° 0′ O / 20.400°N,88.000°O |
| 18° 27′ N, 88° 0′ O / 18.450°N,88.000°O | Badia de Chetumal     | |
| 17° 54′ N, 88° 0′ O / 17.900°N,88.000°O | Belize                | Ambergris Caye |
| 17° 47′ N, 88° 0′ O / 17.783°N,88.000°O | Mar Carib             | Passa per nombroses illes de Belize |
| 15° 47′ N, 88° 0′ O / 15.783°N,88.000°O | Hondures              | Passa a l'est de San Pedro Sula a 15° 30′ N, 88° 2′ O / 15.500°N,88.033°O |
| 13° 52′ N, 88° 0′ O / 13.867°N,88.000°O | El Salvador           | |
| 13° 9′ N, 88° 0′ O / 13.150°N,88.000°O  | Oceà Pacífic          | |
| 60° 0′ S, 88° 0′ O / 60.000°S,88.000°O  | Oceà Antàrtic         | |
| 72° 46′ S, 88° 0′ O / 72.767°S,88.000°O | Antàrtida             | Territori Antàrtic Xilè, reclamat per Xile |